# Cellule mononucléée sanguine périphérique
Les cellules mononuclées du sang périphérique (PBMC) (ou parfois dites « cellules mononucléaires périphériques sanguines » sont toutes les cellules du sang périphérique ayant un noyau rond. Ces cellules sont constituées de lymphocytes (cellules T, cellules B, cellules NK) et de monocytes, alors que les érythrocytes et les plaquettes n'ont pas de noyaux, et que les granulocytes (neutrophiles, basophiles et éosinophiles) ont des noyaux multi-lobés.

## Extraction
Ces cellules peuvent être extraites à partir du sérum ou de sang total par la « méthode Ficoll-Hypaque » à l'aide de ficoll, un polysaccharide hydrophile qui sépare le sang en couches que l'on peut aussi récupérer par centrifugation en gradient de densité ce qui permet de séparer le sang en une couche supérieure de plasma, suivie d'une couche regroupant les cellules mononucléées sanguines périphériques ainsi qu'une fraction des polynucléaires (tels que les neutrophiles et éosinophiles) et des érythrocytes. Les polynucléaires peuvent ensuite être isolées en lysant les cellules rouges du sang. Des basophiles sont parfois présentes dans les fractions plus denses et les fractions de PBMC.

## Utilisations par la recherche
De nombreux scientifiques effectuant des recherches en immunologie (notamment concernant les maladies auto-immunes) ou dans le domaine des maladies infectieuses, des hémopathies malignes, ou encore concernant le développement de vaccins, ou dans le domaine de l'immunologie de la transplantation (cf. rejet de greffe) ou encore pour le criblage à haut débit sont des utilisateurs fréquents de PBMC.
Les PBMC d'un patient peuvent servir à générer des cellules souches pluripotentes induites (cellules iPS).
Dans de nombreux cas, les PBMC proviennent de banques de sang.
Les PBMC ont été considérés comme une voie importante de développement de potentiels vaccins contre le cancer, car des PBMC de patients victimes de cancer peuvent être extraites et mises en culture in vitro. Ensuite ils peuvent être exposés à des antigènes tumoraux tels que des antigènes de cellules souches tumorales. Des cytokines inflammatoires sont généralement ajoutées pour favoriser la captation et reconnaissance de l'antigène par les PBMC.